# Justice Smith
Justice Elio Smith (Los Angeles, 9 agosto 1995) è un attore statunitense.

## Biografia
Justice Smith nasce a Los Angeles da padre afroamericano e madre italo-franco-canadese, ed ha otto fratelli. Si diploma alla Orange County School of the Arts di Santa Ana nel 2013 e successivamente recita nei teatri della contea di Orange.
Nel 2014 Smith recita in due episodi della situation comedy I Thunderman, mentre nel 2015 ottiene un ruolo di supporto nel film Città di carta. Nel 2016 ottiene il suo primo ruolo da protagonista nella serie televisiva The Get Down.
Nel 2017 recita nello spettacolo teatrale Yen, insieme a Lucas Hedges, al Lucille Lortel Theatre di Manhattan dall'11 gennaio al 3 marzo 2017. Nel 2018 recita nei film Ogni giorno e Jurassic World - Il regno distrutto, mentre nel 2019 recita nel film Pokémon: Detective Pikachu.

## Vita privata
Nel giugno 2020 ha fatto coming out come queer su Instagram, annunciando di essere impegnato in una relazione con l'attore Nicholas Ashe.

## Filmografia

### Attore

#### Cinema
- Trigger Finger, regia di Kerem Sanga (2012)
- Città di carta (Paper Towns), regia di Jake Schreier (2015)
- An Exploration in Blue, regia di Aly Brier - cortometraggio (2016)
- Ogni giorno (Every Day), regia di Michael Sucsy (2018)
- Jurassic World - Il regno distrutto (Jurassic World: Fallen Kingdom), regia di Juan Antonio Bayona (2018)
- Pokémon: Detective Pikachu, regia di Rob Letterman (2019)
- Raccontami di un giorno perfetto (All the Bright Places), regia di Brett Haley (2020)
- Query, regia di Sophie Kargman - cortometraggio (2020)
- The Voyeurs, regia di Michael Mohan (2021)
- Jurassic World - Il dominio (Jurassic World: Dominion), regia di Colin Trevorrow (2022)
- Sharper, regia di Benjamin Caron (2023)
- Dungeons & Dragons - L'onore dei ladri (Dungeons & Dragons: Honor Among Thieves), regia di Jonathan Goldstein e John Francis Daley (2023)
- The American Society of Magical Negroes, regia di Kobi Libii (2024)
- Ho visto la TV brillare (I Saw the TV Glow), regia di Jane Schoenbrun (2024)

#### Televisione
- Miss Guidance - serie TV, 1 episodio (2014)
- I Thunderman (The Thundermans) - serie TV, 2 episodi (2014-2015)
- The Get Down - serie TV, 11 episodi (2016-2017)
- Drunk History - serie TV, 1 episodio (2019)
- Acting for a Cause - serie TV, 2 episodi (2020)
- Generation - serie TV, 16 episodi (2021)

### Video musicali
- Benny Blanco & Juice WRLD: Graduation (2019)

#### Videogiochi
- The Quarry (2022)

### Doppiatore
- Ron - Un amico fuori programma (Ron's Gone Wrong), regia di Sarah Smith e Jean-Philippe Vine (2021)

## Teatro
- Yen, di Anna Jordan, regia di Trip Cullman. Lucille Lortel Theatre di Manhattan (2017)

## Riconoscimenti
- Gotham Independent Film Awards
  - 2024 – Candidatura per la miglior interpretazione protagonista per Ho visto la TV brillare[10]

## Doppiatori italiani
Nelle versioni in italiano delle opere in cui ha recitato, Justice Smith è stato doppiato da:
- Alex Polidori in Jurassic World - Il regno distrutto, Raccontami di un giorno perfetto, Jurassic World - Il dominio, Dungeons & Dragons - L'onore dei ladri
- Alessandro Campaiola in Città di carta, The Get Down, Ogni giorno, Sharper
- Federico Campaiola in Ho visto la TV brillare
- Manuel Meli in Pokémon: Detective Pikachu
- Alessandro Fattori in The Voyeurs
- Renato Novara ne I Thunderman
- Gabriele Vender in The American Society of Magical Negroes

Da doppiatore è sostituito da:
- Miguel Gobbo Diaz in Ron - Un amico fuori programma